# Acalypha veronicoides
Acalypha veronicoides är en törelväxtart som beskrevs av Ferdinand Albin Pax och Käthe Hoffmann. Acalypha veronicoides ingår i släktet akalyfor, och familjen törelväxter. Inga underarter finns listade i Catalogue of Life.